# Klederdracht van Spakenburg

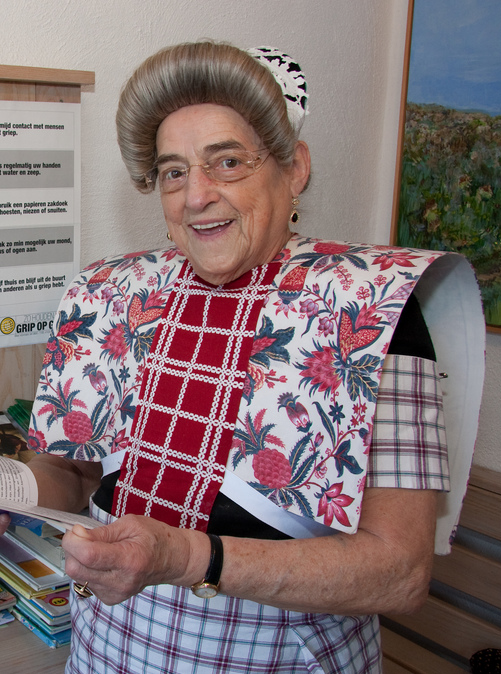
Vrouw in klederdracht Spakenburg

De klederdracht van Spakenburg is een klederdracht die gedragen wordt in het vissersdorp Spakenburg en het eraan vastliggende boerendorp Bunschoten. 
Er waren in 2021 nog 85 vrouwen die deze klederdracht droegen. In 2015 waren dit er nog ca. 200 en in 2005 waren dat er nog 600. De meeste van de vrouwen die de klederdracht dragen zijn ouder dan 65 jaar. 
Het aantrekken van de kleding is zeer bewerkelijk. De kleding is in constructie veelal gelijk, maar de vrouwen onderscheiden zich van elkaar door de dessins van de over de schouders gedragen kraplap en van de haak- of breipatronen van de ondermuts, die vroeger verborgen was onder de hul, maar tegenwoordig een opvallend deel van de dracht is, waarmee de individuele vrouw zich onderscheidt.  
Zoals bij andere streekdrachten, is de mannendracht al veel eerder in de vergetelheid verdwenen. 

## Muts en haardracht

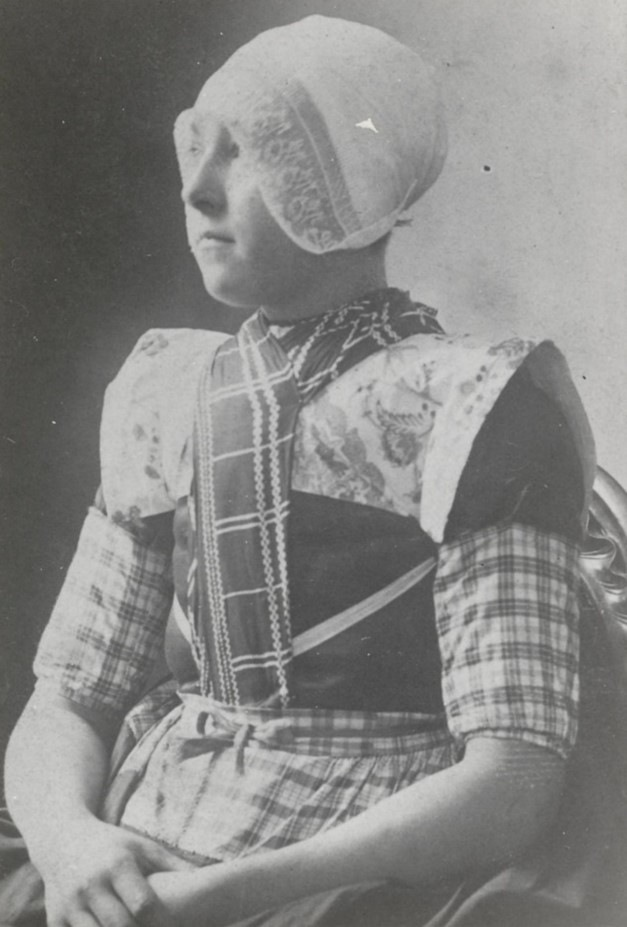
Maria Beekhuis-van de Pol in de zondagse dracht, circa 1905. Onder haar transparante hul is de ongermuts zichtbaar.

Oorspronkelijk droeg een vrouw meerdere mutsen over elkaar: bovenop de hul, daaronder de "ongermuts." De ongermuts zat dus verborgen en werd gebreid. Het haar was geheel niet zichtbaar. Vanaf eind negentiende eeuw verdween de hul langzamerhand, en liepen vrouwen met alleen de ongermuts en een zwarte muts daaronder. Door het zwarte mutsje komt het witte breiwerk en later het haakwerk van de ongermuts mooi naar voren. 

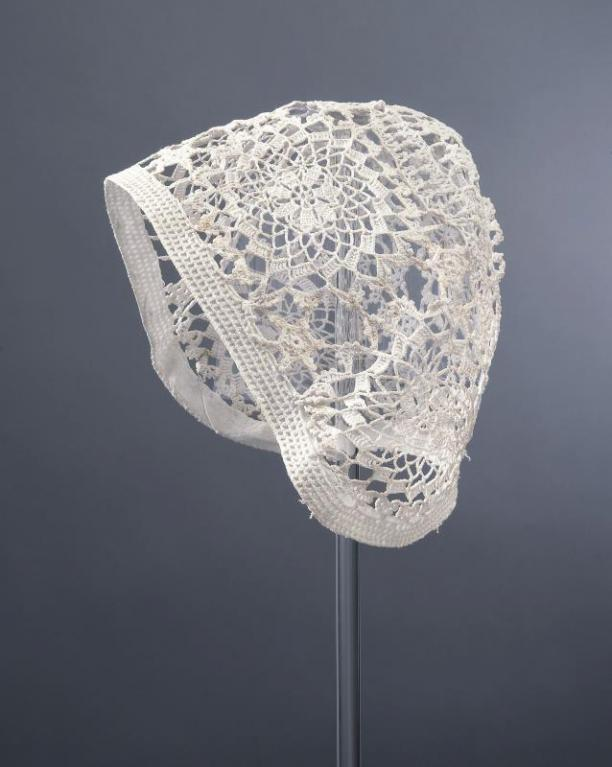
Ongermuts, 1925–1940

De ongermuts bestond oorspronkelijke uit een bolvormig deel op het achterhoofd, met een langere strook daaromheen, de pas, die om het hoofd sloot. Het was oorspronkelijk gebreid als ajourbreiwerk, maar later kwamen gehaakte mutsen in zwang.  Het haken van een ongermuts is bijzonder arbeidsintensief, en kan wel honderd uur per mutsje vergen. De ongermuts werd gehaakt met zeer dun garen in een motief dat vaak door de vrouw zelf ontworpen werd. 
De ongermutsen bedekten in eerste instantie ook het haar helemaal, net als de hul. Op het voorhoofd werd het haar verborgen door middel van een zwart strijklint. Vanaf de jaren 1920 werden de mutsen gemaakt uit zes identieke gehaakte motieven. De mutsen werden kleiner en het haar werd zichtbaar, omdat het over het strijklint heen werd gekamd.
Dat eerst kleine kuifje werd in de loop van de jaren steeds groter. Na de Tweede Wereldoorlog werd het zelfs een rol. Er werd een rol kunsthaar gebruikt waar het eigen haar overheen werd geslagen. Zo ontstond de zogeheten kuuf.
De mutsen werden nog kleiner en bestonden uiteindelijk nog uit slechts vier gehaakte motieven in plaats van zes. De mutsen kwamen achter op het hoofd te staan en werden sterk gesteven.  

## Bovenlijf

### Kraplap
Het bovenlijf is het meest opvallende deel van de klederdracht. Het bestaat uit een grote zeer stijf gesteven kraplap, die als een soort schild over de borst, schouders en rug wordt gedragen. De kraplap is rechthoekig, met een gat erin om het hoofd doorheen te steken. De kraplap moet elke dag opnieuw gestreken worden, waarbij er ook een glanslaag op wordt aangebracht. De kraplap wordt op zijn plaats gehouden met diverse hulpmiddelen, linten, koordjes, veiligheidsspelden of gewone spelden. De stof van de kraplap is bedrukt katoen met bloemenpatroon, waarvan de vormgeving en kleuren vrij zijn. Er wordt voor de kraplap soms antieke stof gebruikt, die met de hand beschilderd is, sits genoemd. De gebruikte stoffen kunnen nog door in de VOC-tijd zijn geïmporteerd uit India.
De kraplap is modegevoelig. In de loop van de jaren is de kraplap breder geworden en stijver gestevend. De huidige vorm is ontstaan in de twintigste eeuw. De kraplap heeft zich ontwikkeld uit onderkleding.

### Omslagdoek, later voorlijfje

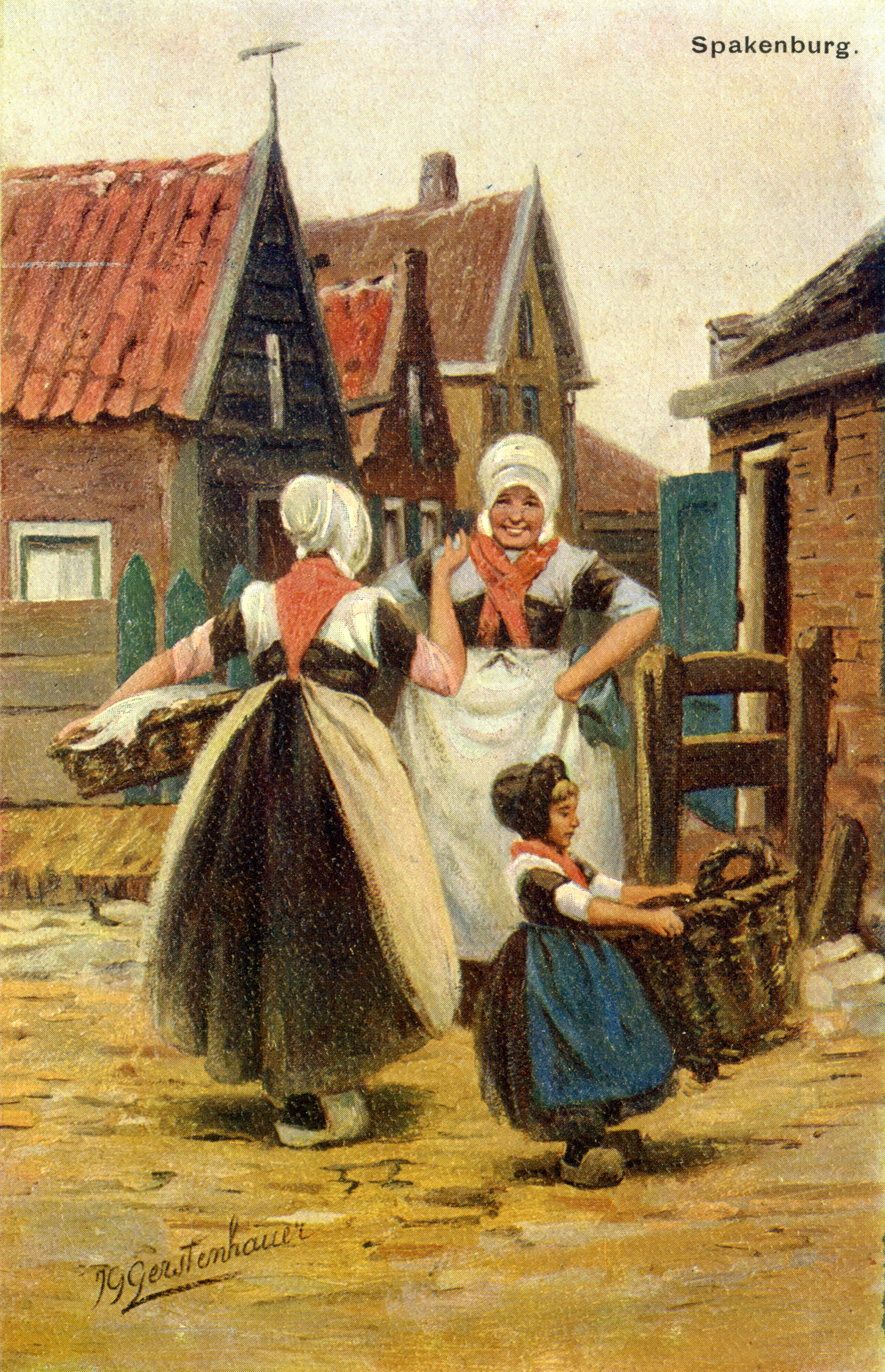
Twee vrouwen en een meisje in klederdracht met de rode sjaal. en nog een hul. Datering voor 1910. Tekening van J.G. Gerstenhauer, (1858 - 1931)

Oorspronkelijk droegen de vrouwen traditioneel een rood/wit geruite omslagdoek of sjaal, die in de loop van de tijd steeds kleiner werd. De oorspronkelijke grote lap werd om de hals werd geslagen en hoog vastgespeld. Daarvoor was hulp van een andere vrouw, veelal een buurvrouw, nodig. Toen tijdens de Tweede Wereldoorlog textiel erg schaars werd, stapte men over op twee losse rechthoekige lappen, een smalle op de rug, de andere die breder is voor de borst. De lappen worden tot dicht onder de kin vastgespeld aan de kraplap. Omdat dit tevens minder bewerkelijk is dan de traditionele sjaal, gebruikt men nog steeds de rechthoekige lappen, meestal van rode stof met witte ruiten. Op feestelijke gelegenheden draagt men nog de grotere sjaal.
Na de Tweede Wereldoorlog met de grotere welvaart werden de kraplappen steeds groter en breder.

### Rouw

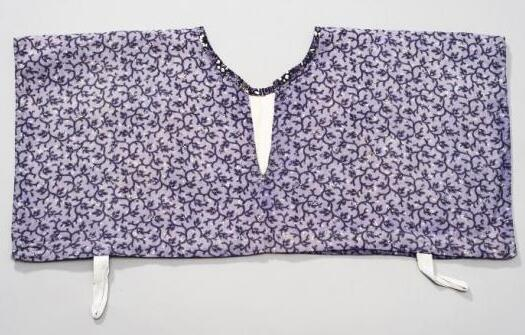
Kraplap voor vierljaars rouw, ca. 1920

In de zware rouwperiode, kort na een sterfgeval van een echtgenoot, kind of een ouder, worden eerst zwarte, daarna donkerpaarse kleuren gebruikt, na een jaar of 5 een lichtere kleur paars; dat wordt de pronkrouw genoemd. Weduwen dragen de lichtere paarse stof permanent, tenzij ze hertrouwen. 

Tijdens de vierljaars rouw, na overlijden van een oom en tante, worden gedurende een kwart jaar, ook de donkere en zeer donkerpaarszwarte kraplappen gedragen. 

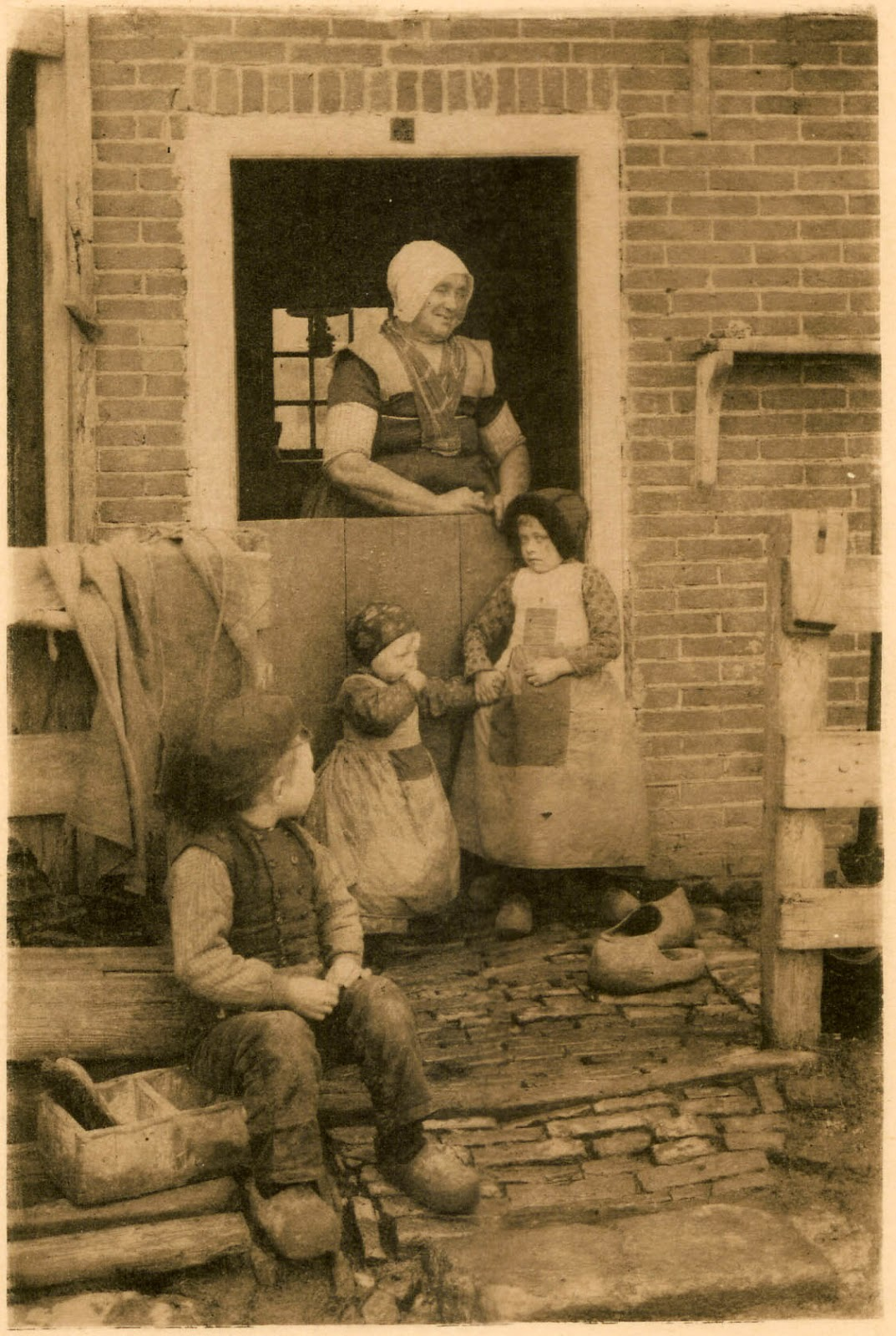
Foto door Adriaan Boer (1875 – 1940) van een vrouw in klederdracht met 3 kinderen. Deze vrouw draagt de traditionele sjaal om de hals en het haar is volledig bedekt met de bovenmuts, zoals voorheen het geval was. De kraplap heeft nog een bescheiden omvang.

### Mouwen
De mouwen zijn los van het lijfje. 's zomers worden korte mouwen gedragen, 's winters langere, van wol.

## Rok
De bovenkant van de rok is gemaakt van kleurrijke geruite stof, de onderzijde is donkerblauw. Als de rok in de was moet, worden de delen losgehaald, omdat de blauwe stof afgeeft. Na het wassen worden beide delen weer met kleine steken aan elkaar genaaid. De vrouwen maken geen grote steken om snel klaar te zijn, dat zou als luiheid gezien worden. De rok wordt gesloten met een haakje en een lus. 
Tijdens een zwangerschap draagt de vrouw geen speciale kleding, de rok wordt wijder gemaakt door hem gewoon open te laten en een lintje tussen de lus en de haak te knopen. Het schort hangt over de opening heen, zodat die niet zichtbaar is.  

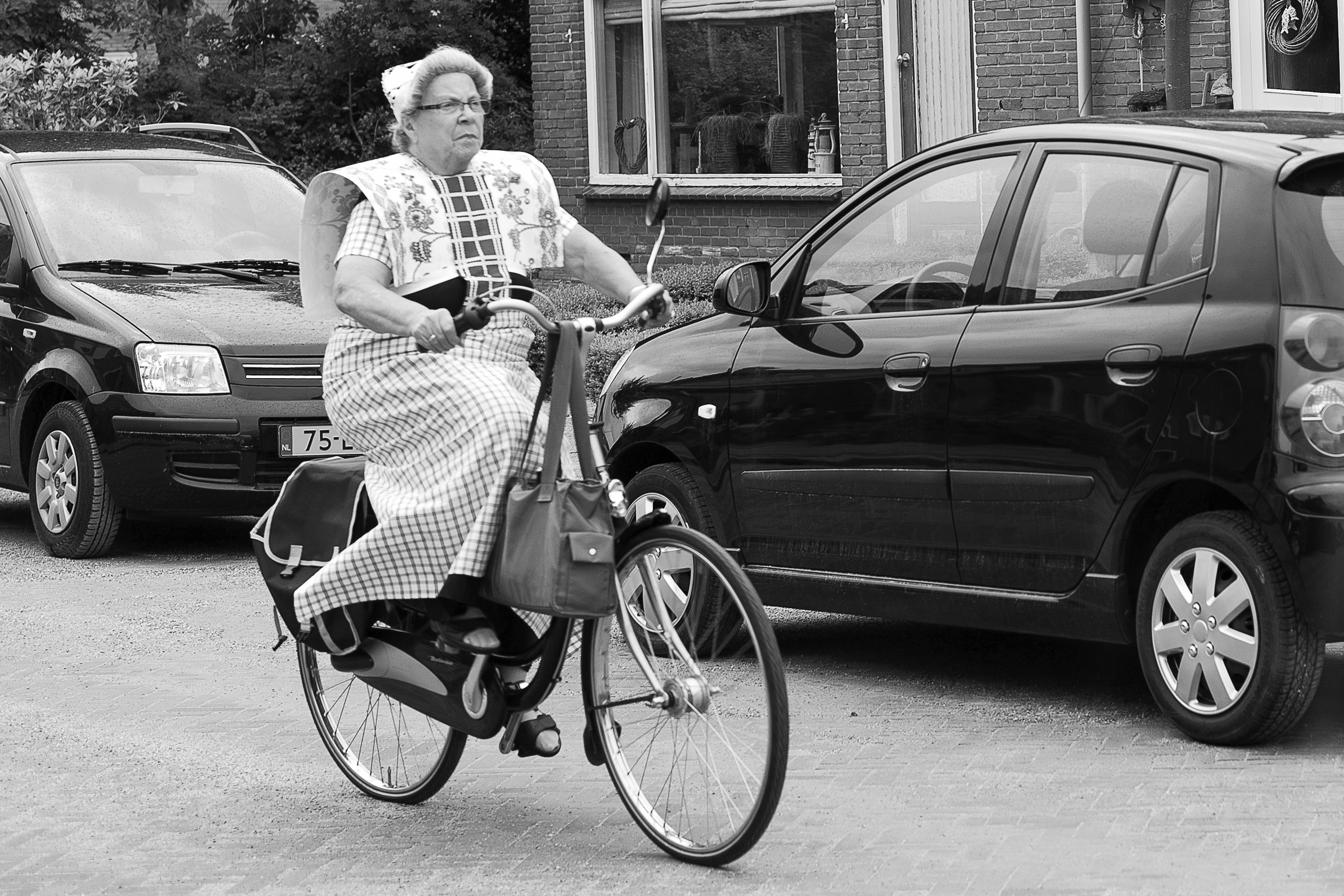
Vrouw in klederdracht op de fiets, met geruit schort.

## Schort
Bij het (huishoudelijk) werk wordt de klederdracht gewoon gedragen. De vrouw draagt dan een schort, sjulk genoemd, van rood geruite stof. Traditioneel leefde men in Spakenburg van de visserij. Bij het verwerken van de vis door vrouwen wordt een leren schort gedragen over de klederdracht.

## Jak
In de winter wordt een kort jak gedragen, dat nauwelijks dikker is dan de bovenkleding. De vormgeving is vastgelegd, maar de gebruikte stof is vrij, maar over het algemeen donker. In de rouw is de kleur paars.

## Schoenen
Meestal werden klompen gedragen. Nette schoenen waren voorzien van een zilveren gesp. 

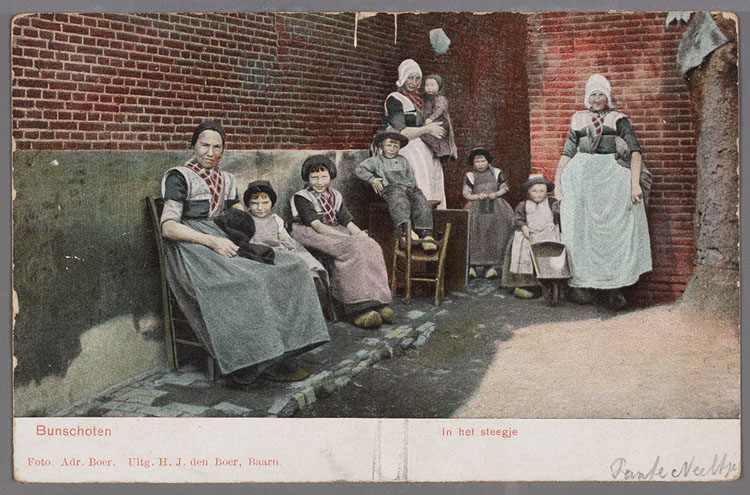
Vrouwen met zes kinderen in Bunschoten

## Kinderen
Kleine kinderen dragen, jongen of meisje, een rok. Pas als de jongens zindelijk zijn gaan ze een broek dragen. De mouwen zijn los. Schoolgaande meisjes dragen een zwarte muts met een soort bontrand, pluummuts genoemd. Jongens en kleinere kinderen dragen een zogeheten klapmuts van textiel, strak om het hoofd. Oudere jongens dragen ook wel een pet of (stro)hoed.
Boven de kleding wordt door meisjes een geruiten schort gedragen, liefiesjullik genoemd.